# Јаков Радмиловић
Јаков Радмиловић (1903-1987) био је жандарм у вријеме Краљевине Југославије.

## Биографија
Јаков Радмиловић рођен је 1903. године у билећком селу Бољци, од оца Радоја и мајке Томане. Школу за вођу патрола и припремне жандарме зетског жандармеријског пука завршио је 1932. године у Даниловграду. Службовао је у манастиру Острог у Црној Гори, манастиру Опленац у Тополи, те у Омољици код Панчева. Након тога, премјештен је у Груде код Дубровника, гдје га је затекао априлски рат 1941. године и слом прве Југославије. 
Послије рата вратио се кући, одакле је касније одведен на Голи оток, гдје је провео 27 мјесеци. 
Умро је у свом родном селу Баљци 1987. године.